# 一部 (部首)
一部（いちぶ）は、漢字を部首により分類したグループの一つ。

## 概要
「一」は、数字の1、始まり、単位の基準を意味する字である。「一」を意符とする字の他、「一」を筆画としてもつ漢字が多く収録されている。特に『龍龕手鑑』『四声篇海』ではこの傾向が顕著である。なお筆画の「横」は永字八法では「勒（ロク）」と呼ばれる。
『康熙字典』の「一部」には『説文解字』では「上部」「三部」「不部」等に含まれていた字も収録されている。「上」や「下」という漢字の横棒は基準線の意味を持ち、それより上か下かということで意味を表している。詳細については指事文字を参照のこと。

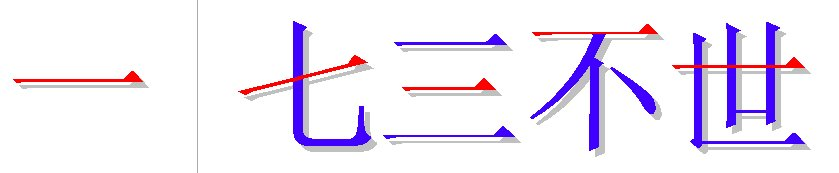
一を筆画として持つ漢字の例

## 主な字書での配列
- 説文解字540部：1番目（巻一上、1番目）
- 五経文字160部：134番目（巻下、40番目）
- 龍龕手鑑242部：212番目（入声、29番目）
- 四声篇海444部：381番目（巻十三、54番目）
- 康熙字典214部：1番目（1画、1番目）

## 通称
- 日: いち
- 中: 横 (héng)
- 朝: 한일부（han il bu、ひとつの一部）
- 越: Bộ Nhất（部一）、nét Hoành
- 英: Radical One

## 部首字
一

### 字音
- 中古漢語
  - 広韻 - 於悉切
  - 詩韻 - 質韻、入声
  - 三十六字母 - 影母
- 現代漢語
  - 普通話 - ピンイン：yī、注音：ㄧ、ウェード式：i1
  - 広東語 - Jyutping：jat1
- 日本語 - 音：イチ、訓：ひと
- 朝鮮語 - 音：일 (il)、訓：한（han、ひとつ）
- ベトナム語：Nhất

### 字義・字体
横棒一つを書き、数字の「1」を表す。

甲骨文
金文
大篆
小篆

## 例字
常用漢字
- 一・丁・七・三・上・下・丈・不・丑・且・丘・世・丙
- 万（萬→艸部）・両（兩→入部）・並（竝→立部）

その他
- 㐀・㐁・㐂・丞

### 最大画数
- 𠁠